# Stadio das Antas
Lo stadio del F.C. do Porto (in portoghese Estádio do Futebol Clube do Porto), noto come stadio das Antas (in portoghese Estádio das Antas), è stato uno stadio calcistico della città portoghese di Porto, il terzo (e il più usato) impianto sportivo della squadra di calcio del Porto. 
È stato impiegato dal 1952 al 2004, in sostituzione del più vecchio Campo da Constituição. È stato rimpiazzato a sua volta dallo stadio do Dragão. Oltre allo stadio, nell'area vi erano un'arena interna e tre zone di allenamento. Gli uffici della squadra erano anche divisi tra l'interno dello stadio e la Torre das Antas, costruita di fronte allo stadio negli anni novanta. È stato interamente demolito nel 2004.

## Aspetto
Lo stadio era diviso in sei aree differenti. La Poente e la Maratona erano le migliori, mentre le più economicamente accessibili erano la Superior Norte, la Superior Sul e la Arquibacanda. Tra la Norte e la Poenta c'erano i posti per i tifosi della squadra ospite.
Ogni zona era divisa in settori diversi. La Poente ne aveva quattro, la Maratona e la Arquibancada ne avevano entrambi cinque, mentre entrambe le Superior ne avevano 9. Tuttavia, due settori della Norte erano riservati agli ospiti.
Visto che non ci si aspettava molta affluenza da parte dei tifosi ospiti, al contrario dei tifosi di casa, spesso la loro zona era ridotta alla metà.

## Cronologia
- 28 maggio 1952 - Inaugurato alla presenza del Presidente Generale portoghese Craveiro Lopes.
- 1º settembre 1962 - Installati i riflettori.
- 1973 - Viene completata l'arena.
- 30 aprile 1976 - Costruzione della tribuna Maratona di fronte alla tribuna principale, e inizio della Arquibancada.
- 16 dicembre 1986 - Capacità aumentata a 95 000 posti (rebaixamento). Piste di atletica rimosse.
- Estate 1997 - Capacità ridotta a 48 297 posti.
- 24 gennaio 2004 - Ultima partita.
- marzo 2004 - Inizio della demolizione.